# Pealius misrae
Pealius misrae là một loài côn trùng cánh nửa trong họ Aleyrodidae, phân họ Aleyrodinae.
Pealius misrae được Singh miêu tả khoa học đầu tiên năm 1931.